# Гелати
Гелати (груз. გელათის მონასტერი) средњовековни је манастирски комплекс код града Кутаисиja, у региону Имеретија на западу Грузије. Ремек дело Грузијског златног доба основао је краљ Давид IV 1106. године, а налази се на УНЕСКО-вом списку светске баштине.

## Важност
Историјски гледано, Гелати је један од главних културних и интелектуалних центара у Грузији. Она је имала академију која је запошљавала неке од најпознатијих грузијских научника, теолога и филозофа, од којих су многи раније били активни на различитим православним манастирима у иностранству, као што је манастир Мангана у Цариграду. Једни од научника су прослављени академици попут Иоане Петрициja и Арсена Икалтоелија. Због обимног посла коју је спроводила Гелати академија, људи тог времена су је називали "нова Грчка" и "други Атос".
Манастир Гелати је је сачувао велики број мурала и рукописа који датирају из 12. до 17. века. У Гелатију се налазио и познати Хахули триптих, који датира из 8—12. века. Украден је 1859. године, а данас се налази у Градском музеју уметности у Тбилисију. Гелато је гробница њеног оснивача и једног од највећих грузијских царева Давида IV. Близу гроба краља Давида су врата Генџе, која је као трофеј узео краљ Димитрије I у 1138.

## Галерија
- Богородичина црква на југозападу, десно иза Црква Светог Ђорђа
- Гроб краља Давида IV
- Портрети владара на северном зиду Богородичне цркве, десно Давид Градитељ
- црква светог Ђорђа
- црква Светог Николе
- звоник
- Саборна црква Рођења Пресвете Богородице
- Портал у катедрали
- Фреске у катедрали
- Фреске у катедрали
- Унутрашњост катедрале
- Мозаик у апсиди катедрале